# Myrmecoderus dominicensis
Myrmecoderus dominicensis is een keversoort uit de familie platsnuitkevers (Salpingidae). De wetenschappelijke naam van de soort werd in 1876 gepubliceerd door George Henry Horn.